# Американский мамонтовый осёл
Американский мамонтовый осёл — порода домашних ослов. Самая крупная порода ослов из существующих. Самцы в холке не ниже 143 см, самки не ниже 137 см. Шерсть короткая, окрас, в основном палевый или рыжий, периодически встречается вороной или пегий. Попадаются крупные экземпляры высотой в холке 160 см и более. Такие ослы, как и родственные ослы породы пуату, по размерам не уступают лошадям.

## Происхождение
Выведены в США в результате скрещиваний нескольких пород ослов, которых импортировали в США для получения сильных и выносливых мулов: осёл пуату (фр.), мальтийский осёл, андалузский осёл, мальоркский осёл и каталонский осёл.